# Cavalcabò Cavalcabò

Stemma dei Cavalcabò.

Cavalcabò Cavalcabò (XII secolo – 1246 circa) è stato un nobile e politico italiano, terzo marchese di Viadana.

## Biografia
Era figlio di Corrado II Cavalcabò, secondo marchese di Viadana. 
Iniziò la sua carriera politica nel 1222. Ricoprì le cariche di podestà di Modena nel 1225 e nel 1230, e di Faenza nel 1229. Tra il 1223 e il 1232 Cavalcabò, grazie all'appoggio di alcune famiglie amiche, esercito di fatto la signoria su Cremona. Nel luglio del 1226 Federico II di Svevia confermò la fedeltà all'imperatore confermando Cavalcabò nella signoria di Viadana. Nel 1232 tentò, invano, di occupare in armi la città rivale di Reggio, ma rimase sconfitto. Nel 1236 venne nominato podestà di Arezzo ed esercitò opera di mediazione tra il vescovo Martino, sostenuto dai guelfi, e i ghibellini che governavano la città. Cavalcabò si avvicinò al partito guelfo e di seguito i suoi successori. Tra il 1246 e il 1247 si affermò in Cremona, grazie a suo figlio Corrado, la fazione guelfa.

## Discendenza
Cavalcabò sposò in prime nozze Adelasia Da Mangone (Alazais de Magon), che tentò di uccidere col veleno, e in seconde Palmeria Dalesmanino di Padova. Ebbe cinque figli:
- Corrado, primogenito, tra i guelfi più importanti di Cremona
- Bonella, sposò Bonaventura dei Bonacolsi, podestà di Modena
- Guglielmo, podestà di Parma e di Reggio
- Elena, sposò nel 1282 il condottiero Ugolino de' Rossi
- Giacomo, podestà di Cremona nel 1250